# ماکسیمیلیان کوئن
ماکسیمیلیان کوئن (آلمانی: Maximilian Kuen؛ زادهٔ ۲۶ مهٔ ۱۹۹۲) دوچرخه‌سوار اهل اتریش است.